# Windy Cantika Aisah
Windy Cantika Aisah, född 11 juni 2002, är en indonesisk tyngdlyftare.

## Karriär
I juli 2021 vid OS i Tokyo tog Aisah brons i 49-kilosklassen efter att ha lyft totalt 194 kg.